# Schubkarre

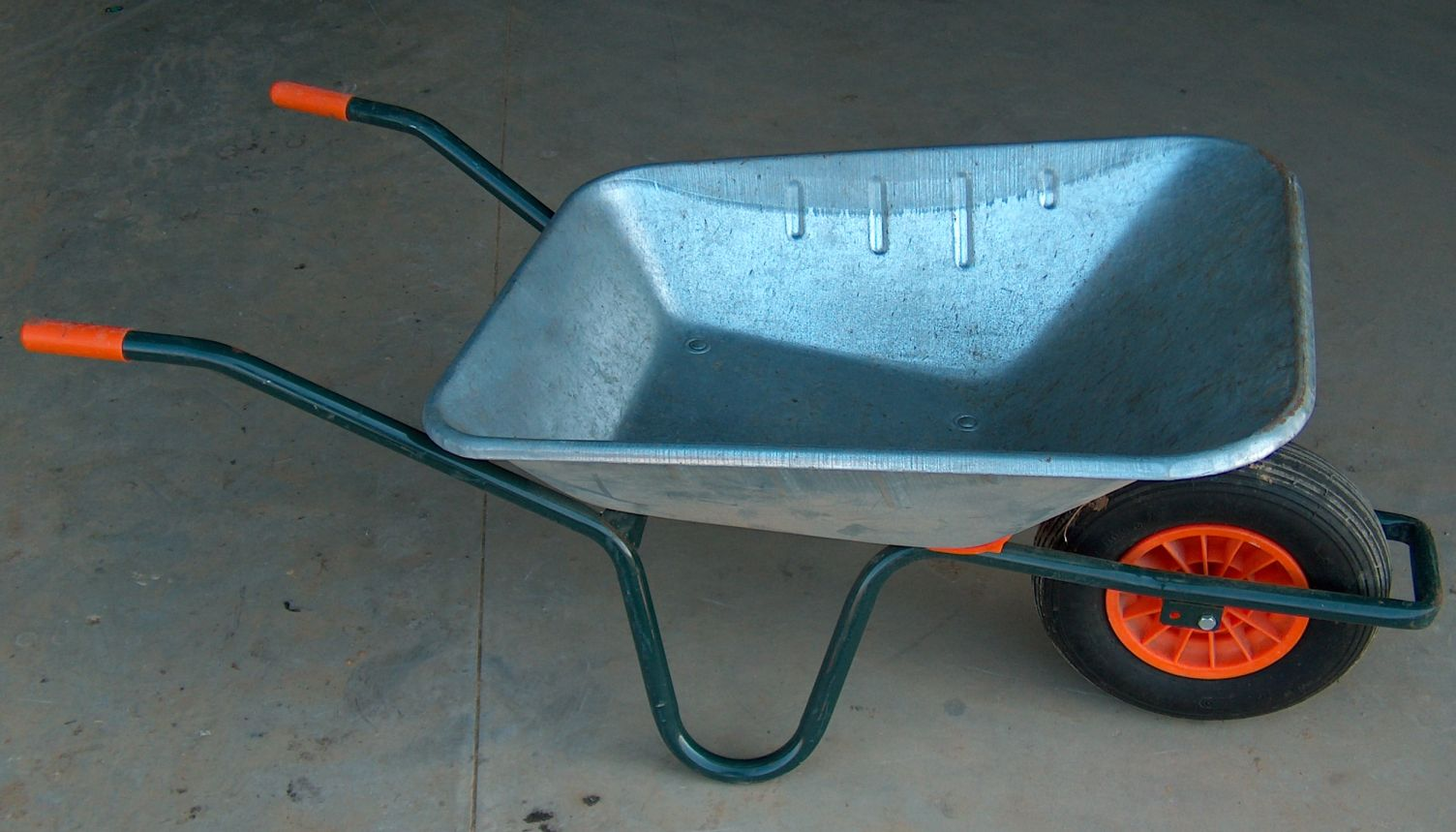
Moderne Gartenschubkarre

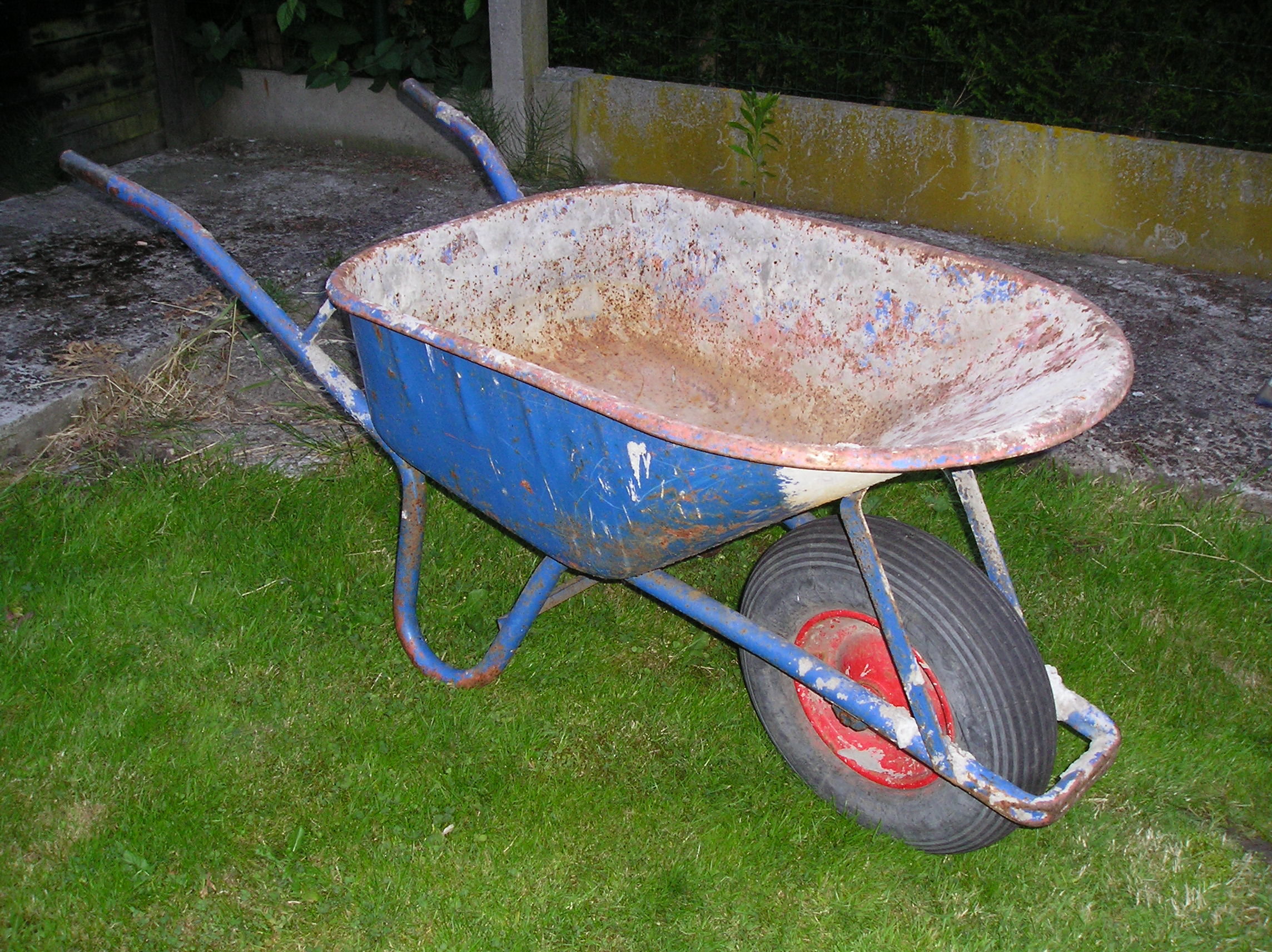
Moderne Mörtelschubkarre

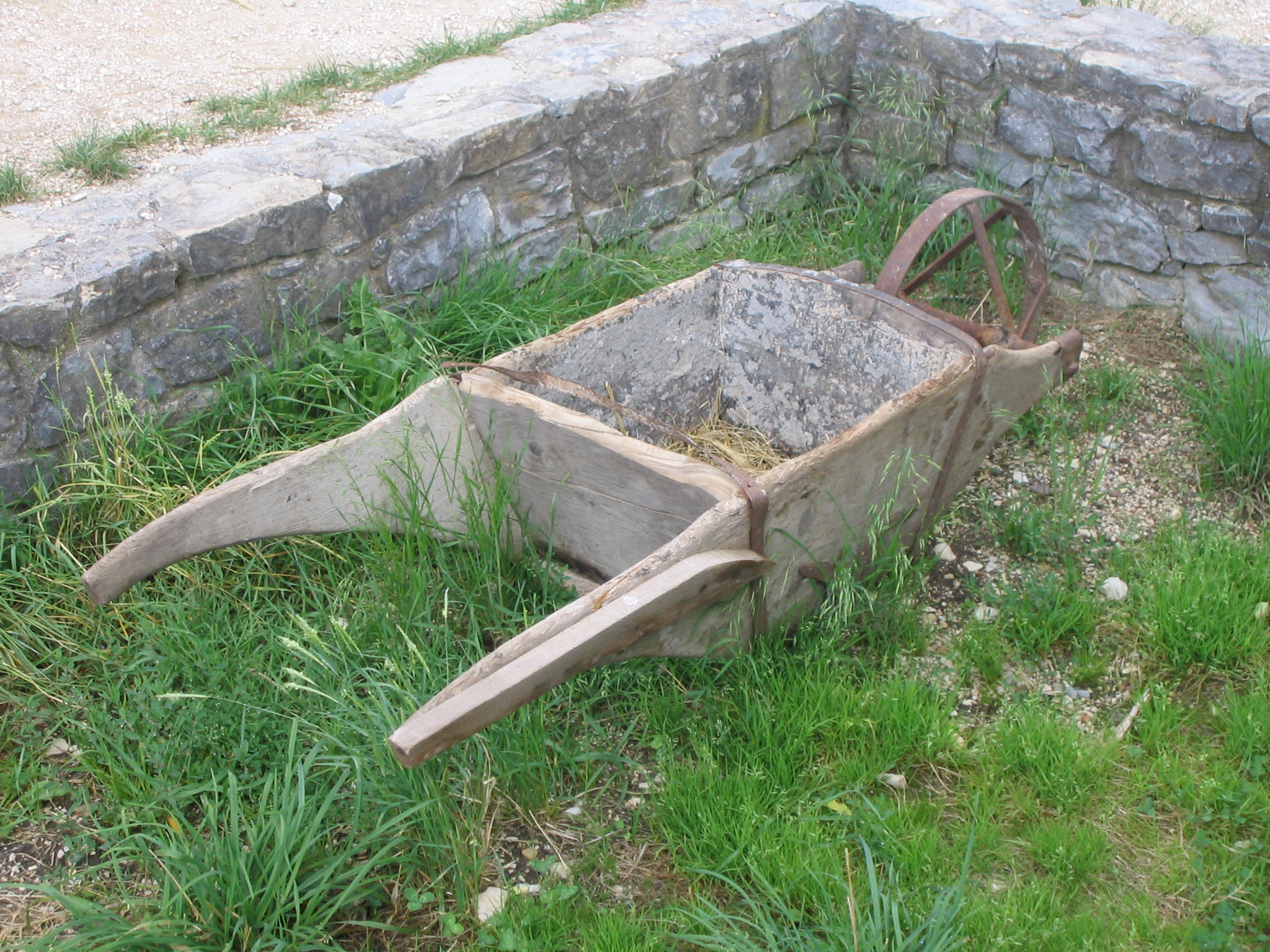
Alte Schubkarre

Eine Schubkarre (in der Schweiz auch Benne, Karrette oder Garette, in Österreich und Bayern auch Scheibtruhe bzw. Scheibtruche, in oberdeutschen Dialekten „Radbere“ und „Radwer“, in Franken „Rowern/Robbern“, im Vogtland „Rowell“, im Sächsischen „Schiebbock“, in Thüringen „Radeberle“ und in niederdeutschen Dialekten „Schiebkarre“) ist ein Hilfsmittel zum Transport von Schüttgütern und anderen Lasten durch eine Person. Karrette bezeichnet zudem ein schmalspuriges Gefährt der Gebirgstruppen.

## Geschichte

### Antikes Griechenland
Schubkarren wurden im antiken Griechenland erfunden. Zwei Bauinventurlisten aus Eleusis von 408–407 und 407–406 v. Chr. führen „ein Kasten für ein einrädiges Fahrzeug (hyperteria monokyklou)“ auf. Da dikyklos und tetrakyklos im antiken Griechenland nichts anderes als ein „zweirädriges Fahrzeug“ und „vierrädriges Fahrzeug“ bezeichneten, und da der Kasten des einrädigen Fahrzeug in der Liste zwischen einem Kasten für ein vierrädriges Fahrzeug einerseits und seinen vier Rädern andererseits auftaucht, muss mit dem einrädrigen Fahrzeug eine Schubkarre gemeint sein, die notwendigerweise von einer Person benutzt und ausbalanciert wurde. Es gibt jedoch keine weiteren Hinweise auf den Gebrauch von Schubkarren im antiken Griechenland.

### China

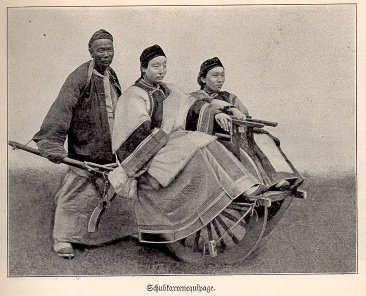
Alte chinesische Schubkarre

Im Kaiserreich China wurden zweirädrige Schubkarren zum Transport von Verletzten bereits im 2. Jahrhundert verwendet. Diese wurden von Zhuge Liang (181–234) erfunden. Die Verlagerung des Rads unter die Karre in den Schwerpunkt scheint zudem in China schon lange üblich gewesen zu sein, wobei relativ große Räder verwendet wurden und die Last links und rechts neben dem Rad befestigt wurde. Es besteht mithin keine Mulde, sondern es waren zwei Bretter mit einem Rad dazwischen.

### Mittelalter

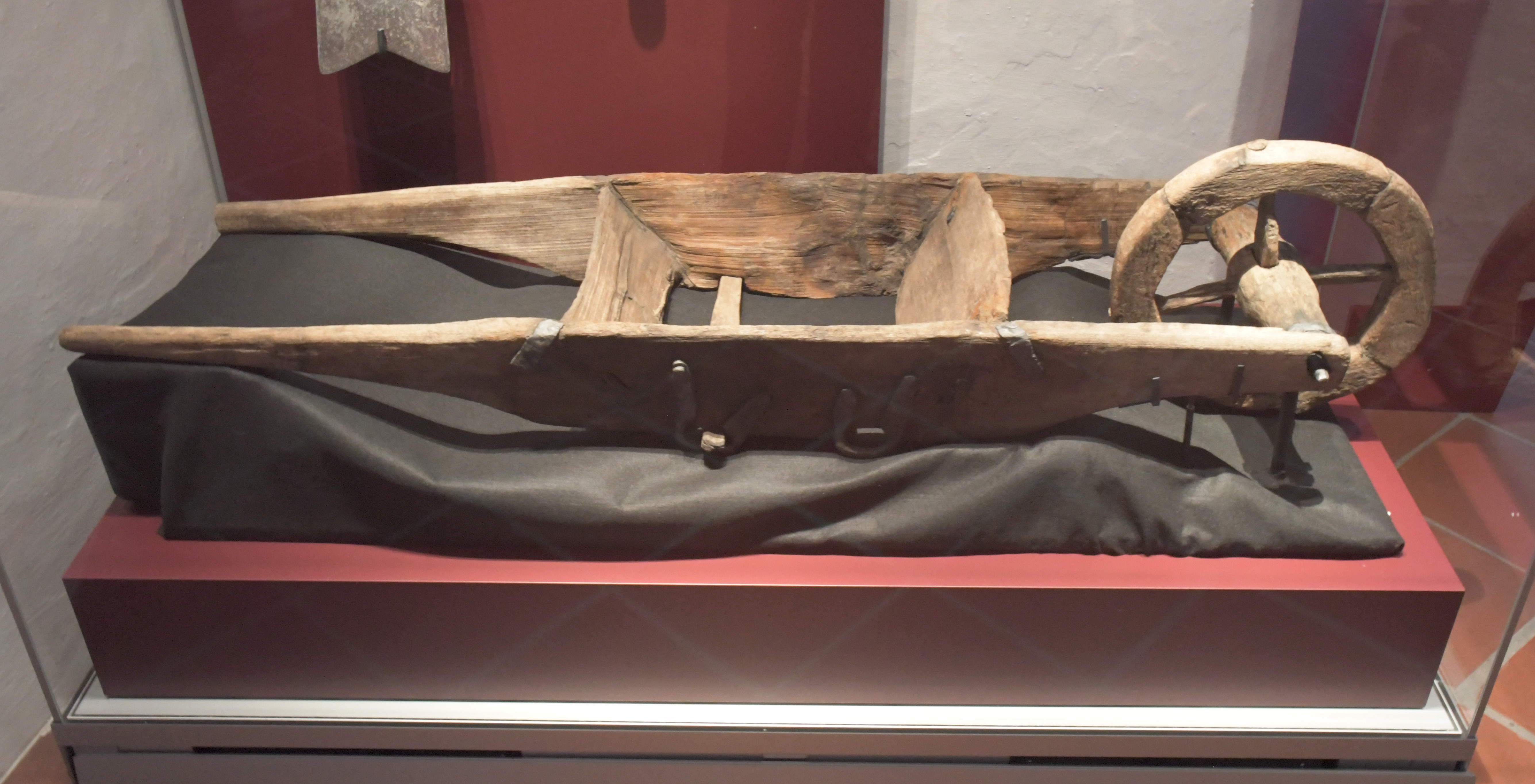
Europas älteste erhaltene Schubkarre aus Ingolstadt, um 1537

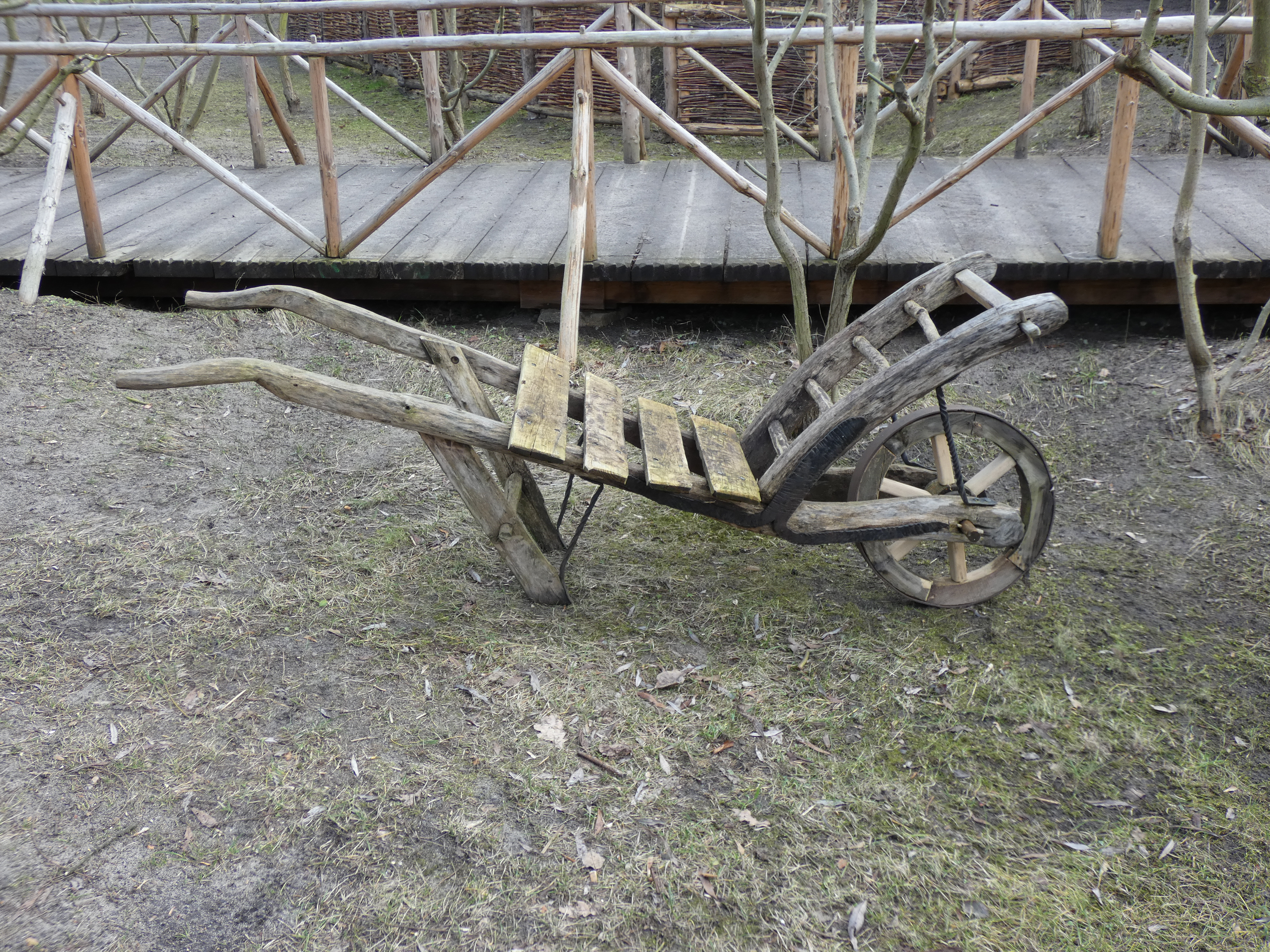
Nachbildung einer mittelalterlichen Schubkarre, Slawendorf Brandenburg an der Havel

Die Schubkarre tauchte im mittelalterlichen Europa zwischen 1170 und 1250 auf. Im Gegensatz zu chinesischen Schubkarren, deren Rad zentral unter der Transportfläche lag, besaßen Schubkarren im Mittelalter das Rad durchweg vorne oder fast vorne. Die ältesten aus Mitteleuropa erhalten Schubkarren wurden 2014 und 2017 bei archäologischen Ausgrabungen in Ingolstadt gefunden. Die Fälldaten der Bäume, aus denen die Bretter der Schubkarren bestehen, konnten dendrochronologisch für die eine Schubkarre in das Jahr 1537 und für die andere in die 1530er Jahre datiert werden.
Alte Abbildungen deuten darauf hin, dass sich die europäische Schubkarre möglicherweise aus der Trage entwickelt hat, bei welcher der vordere Träger durch das Rad ersetzt wurde. Dies würde auch die Mulde und eine völlig unterschiedliche Konstruktion gegenüber der chinesischen Schubkarre erklären.
Die Erforschung der frühen Geschichte der Schubkarre wird durch das Fehlen einer gemeinsamen Terminologie erschwert. Der englische Wissenschaftshistoriker M. J. T. Lewis hat in englischen und französischen Quellen vier Erwähnungen von Schubkarren zwischen 1172 und 1222 festgestellt. Es wurden jedoch in drei Quellen jeweils andere Bezeichnungen verwendet. Der Kunsthistoriker Andrea Matthies datiert die erste urkundliche Erwähnung der Schubkarre auf einen Kaufvertrag einiger Schubkarren für ein Werk des Königs von England in Dover 1222. Die erste Darstellung erscheint in einem englischen Manuskript (Vitae Offarum) des Matthäus von Paris um 1250. Die oft geäußerte Ansicht, dass eine Schubkarre in einem Kirchenfenster in der Kathedrale von Chartres kurz nach 1200 (um 1220) zu sehen ist, ist nach Lewis „eine Legende. Es gibt keine solche Abbildung, das ähnlichste ist eine Handkarre“
Bis zum 13. Jahrhundert hatte sich die Schubkarre im Baugewerbe, im Bergbau und der Landwirtschaft durchgesetzt. Nach der Anzahl der erhaltenen Dokumente und Illustrationen zu urteilen, blieb die Schubkarre jedoch bis zum 15. Jahrhundert relativ selten. Ihr Gebrauch scheint auf England, Frankreich und die Niederlande beschränkt gewesen zu sein.
2014 und 2017 wurden bei archäologischen Ausgrabungen in Ingolstadt zwei gut erhaltene Schubkarren aus Buchenholz geborgen, eine der beiden datiert dendrochronologisch in das Jahr 1537 und ist damit die älteste erhaltene Schubkarre Mitteleuropas.

### Neuzeit

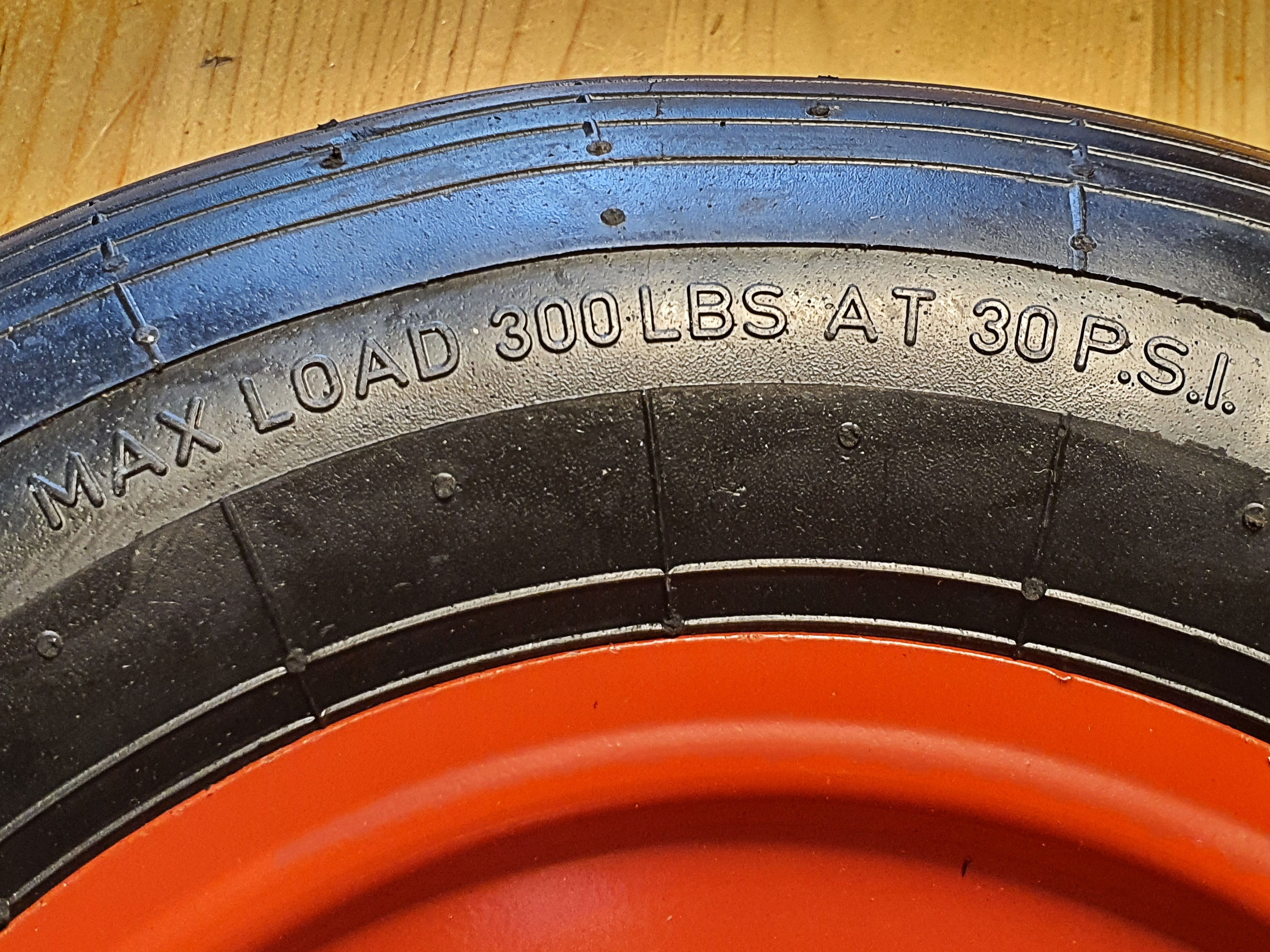
Angaben auf Reifen:
ca. 135 kg bei 2 bar

Schubkarren in Europa sind bis Ende des 19. Jahrhunderts in der Regel aus Holz, doch schon 1822 gab es in England komplett eiserne Schubkarren. Eine Lastkarre, bei der Pferde in der Gabeldeichsel gehen, könnte Vorbild für die Verlagerung der Räder unter (oder wenigstens näher an) den Schwerpunkt gewesen sein. Etwa seit den 1950er Jahren gibt es Schubkarren mit Luftbereifung und Blechwannen aus einem Stück.
Beim Arbeiten mit der Schubkarre ist es sinnvoll, die Last überwiegend über dem Rad zu lagern (vollzuschaufeln), um den Benutzer zu entlasten. Beim Arbeiten in unebenem, morastigem Gelände kann es sinnvoll sein, das Rad zu entlasten. In diesem Fall sollte die Last näher zu den Haltebügeln platziert werden. Alternativ kann man den Luftdruck im Reifen verringern, um mehr Auflagefläche für den Reifen zu erhalten. Zum Transport über größere Entfernungen eignet sich jedoch ein Handwagen besser.
Werte für eine typische Schubkarre
Traglast: 50–100 kg
Volumen: 80–120 l
Größe der Mulde (b × l): 640 mm × 840 mm
Schubkarren weisen heute einen Rahmen aus im Wesentlichen einem einzigen Stück dünnwandigem Stahlrohr auf. Der Durchmesser des Rohrs liegt bei Ausführungen für kleine Kinder bei 15 mm, sonst ab 25 mm und steigt auch bei schweren Ausführungen kaum über 30 mm, um samt Grifftüllen noch akzeptabel von den Händen umfasst werden zu können. Komfortabel und sehr tragfähig sind hochovale Rohre mit etwa 20 mm × 30 mm Außenmaß. Das Rohr läuft in einem engen Bogen vorn um das Rad und nimmt durch Bohrungen oder unten angeschweißte Laschen per durchgesteckter Schraube und Sicherungsmutter die etwa 15 cm lange Hohlachse des Rads auf. Die Rohrschenkel laufen bis zu den Griffenden in gerader Flucht bis auf etwa 60 cm auseinander, ein Knick ermöglicht der Wanne eine tiefe Lage, ein weiterer in Gegenrichtung, dass die Griffe griffgünstig fast waagrecht auslaufen. Ein bis zwei eingeschweißte Querbänder stützen die dort angeschraubte Wanne unten und vorn ein Stützbügel im Bereich des Rads. Zwei Abstellbögen unter dem Hauptrohr – alternativ aus diesem selbst gebogen – liegen im Bereich der Wannenhinterkante. Das Rad hat eine Blech- oder heute meist eine Kunststofffelge, einen Schlauch mit geknicktem Autoventil und einen Reifen mit etwa 10 cm Breite und 30 cm Durchmesser. Räder mit pannensicheren Reifen aus schwerem PU-Schaumstoff werden als Ersatzteil oder gegen Aufpreis angeboten. Das Chassis ist zumindest lackiert, verzinkt jedoch besser vor Korrosion geschützt. Die Wanne ist selten aus Kunststoff, meist jedoch aus tiefgezogenem Blech und wird am Rand, wo das Blech seine Stärke beibehält, rundum durch einen Rundfalz nach außen, der zugleich als Griffrille dient, versteift. Die Wanne läuft vorn breiter und relativ flach schräg über das Rad, um gutes Schütten nach vorn zu ermöglichen. Mit Schwung und Übung wird dabei die Schubkarre sehr weit aufgestellt und ruht dabei ab einem Hebewinkel von 45° auf dem vor dem Rad verlaufenden Rohrbügel auf. Genau dieser ermöglicht es auch gut, die Wanne dabei zur Seite zu drehen und auch dorthin zu entleeren, um den Fahrweg, der eventuell nur aus einer 20–25 cm schmalen Holzbohle besteht, sauber zu erhalten.
Große Gegenstände werden auf der Wannenoberkante liegend gefahren, günstig kann eine zweite Person sein, die von Hand die Balance des hohen Schwerpunkts unterstützt. Große Steinbrocken können die Wanne etwas eindellen, Ziegel werden eingeschlichtet, ideale Schüttgüter sind Schotter, Sand, Erde und Beton. Für spezifisch Leichteres wie Heu oder Stroh gibt es bis zu 200 Liter große Schubkarren. Der Transport von flüssigem Mörtel bedarf schon etwas Sorgfalt, Wasser allein schwappt jedoch in Fahrt fast unweigerlich über und wird daher flotter mit einem Paar Kübeln getragen oder gefahren.

## Schubkarre als Sportgerät

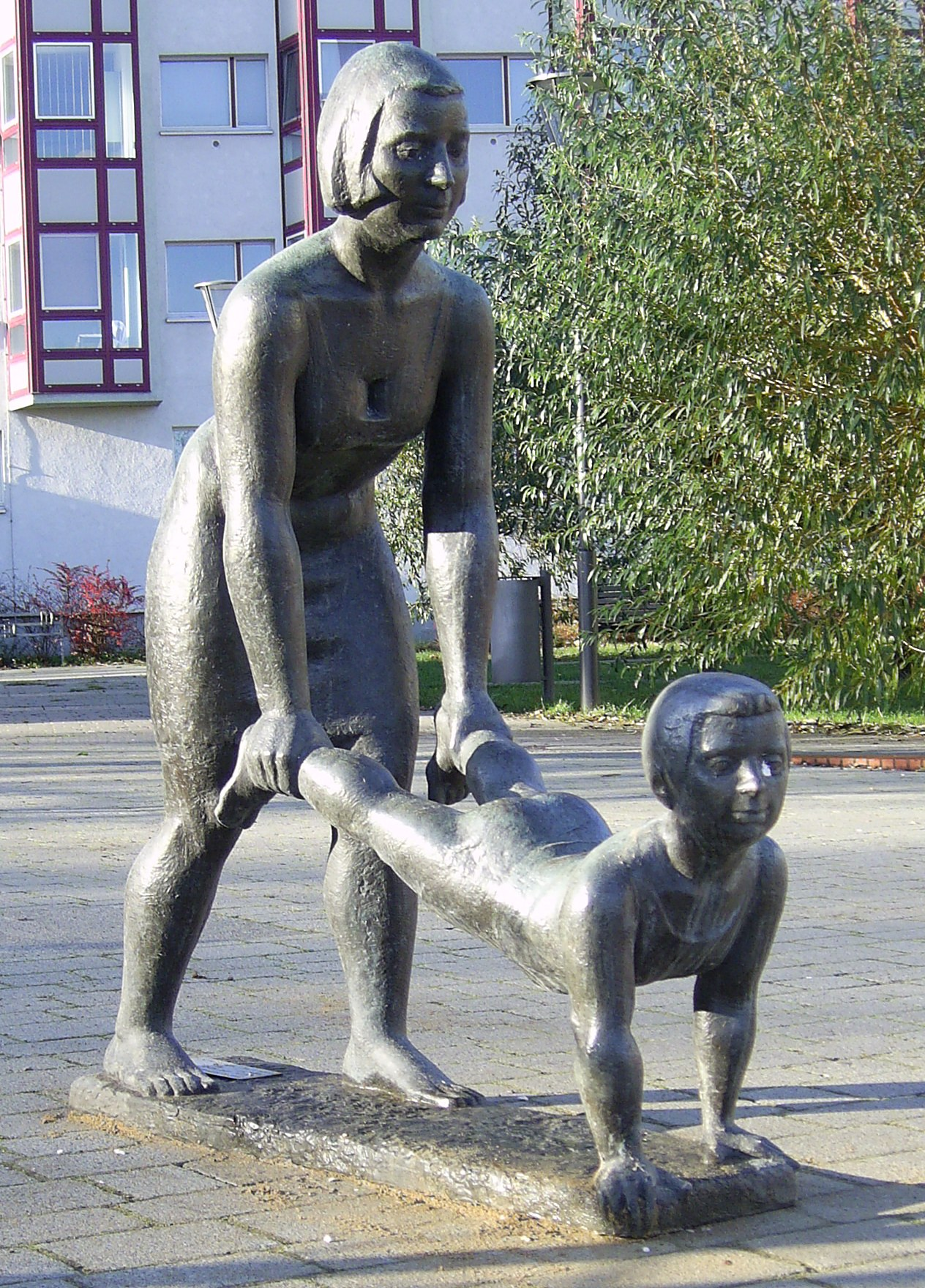
Spiel „Schubkarre“, Plastik von August Martin Hoffmann

- Im angelsächsischen Raum wird ein (leerer) Schubkarren als Gerät zum Durchführen von Kunststücken verwendet (wheelbarrow freestyle).[22]
- Es gibt das Gymnastik- und Geschicklichkeitsspiel Schubkarre. Dabei hält ein Partner die durchgestreckten Beine des anderen an den Knöcheln fest. Der Festgehaltene läuft nun auf seinen Händen, die nur etwa die Hälfte seines Körpergewichts stützen müssen. Das Spiel wird oft als Geschwindigkeitswettbewerb zwischen verschiedenen Schubkarren gespielt.
- Im sächsischen Bischofswerda, welches in der oberlausitzer Mundart auch als „Schiebock“ (für Schubkarren) bezeichnet wird, findet während der Schiebocker Tage die Weltmeisterschaft im Schiebockrennen (Schubkarrenrennen) statt.

## Verschiedene Ausführungen

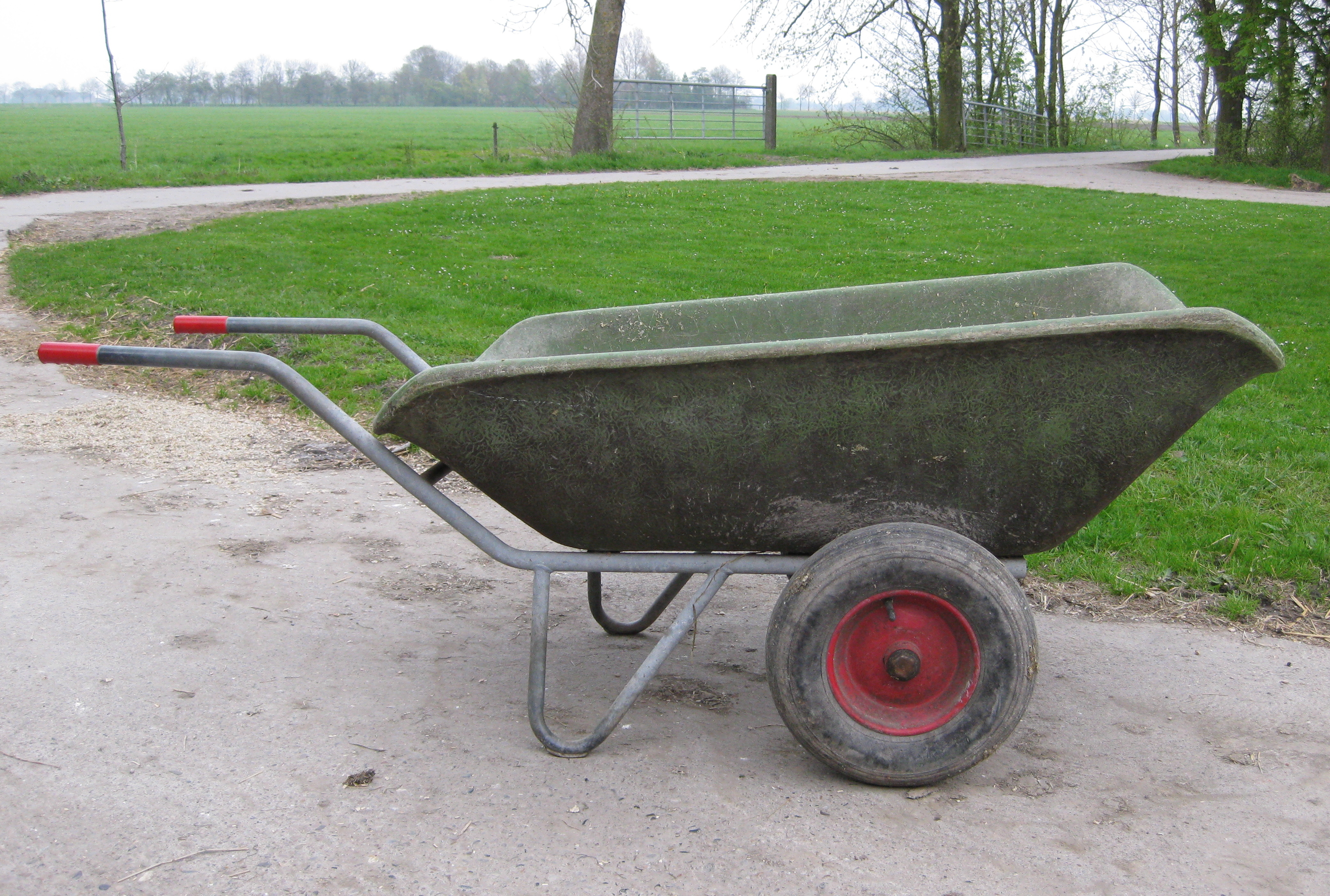
Zweirädrige Schubkarre: „Japaner“

Zweirädrige Kippmulden, meist mit einer wasserdicht verschweißten Mulde, deren Inhalt 100 bis 250 Liter betragen kann, nennt man auch Japaner oder Kipp-Kuli, wobei die Mulde fest montiert oder kippbar angebracht sein kann; manchmal verfügt sie auch über Ösen, die es ermöglichen, den gefüllten Japaner mit einem Kran zu heben. Japaner werden auch als motorisierte Ausführungen angeboten, die aufgrund von Nutzlast und Antriebskraft auch für andere Zwecke wie Schneeräumen oder Kehren umgerüstet werden können.